# برنامج أوبرا وينفري
برنامج أوبرا وينفري (بالإنجليزية: The Oprah Winfrey Show)‏ هو برنامج اميركي حواري، والمستضيفة التي تنتجها تحمل اسمها أوبرا وينفري، وقد أخذ أعلى تصنيف لبرنامج حواري تلفزيوني في التاريخ الأميركي. بدأ البرنامج في 8 سبتمبر 1986، وله أكثر من 22 مواسم و3,724 حلقة اعتبارا من أول نوفمبر 21، 2008. ولكن في مقابلة عام 2007 مع لاري كينغ، وقد اعترفت انها سوف تنهي البرنامج في 2011، وانها لن تجدد العقد لها، وانها لديها خطط جديدة تظهر على الحديث لتشغيل في وقت لاحق لها على شبكة التلفزيون الخاصة جدا، واسم الشبكة (شبكة اوبرا وينفري).
وقد أدرج في مجلة تايم (زمن) لأفضل برنامج تلفزيوني من القرن العشرين في عام 1998، وأنه قدم أفضل 50 دليل التلفزيون في 2002.
والبرنامج لة تأثير كبير، وخاصة مع النساء، ولة الكثير والعديد من المواضيع، الإنسانية، الوعي الثقافي، مقابلة المشاهير والممثلين والمقدمين والشخصيات الهامة.

## الإحصائات
تفيد الإحصائات ان هناك 18.5 مليون مشاهد عند عرض البرنامج في الوقت المحدد في شبكة شبكة سي بي اس.

## مشاركين في البرنامج
يذكر هناك عدة مشاهير عربية شاركت في البرنامج منهم نانسي عجرم، والملكة رانيا زوجة ملك الأردن الملك عبد الله الثاني بن الحسين.

## انتهاء البرنامج
في 19 نوفمبر 2009، أوبرا وينفري أعلنت عن ايقاف تقديم برنامجها في 9 سبتمبر عام 2011، بسبب وجود شرط في العقد بينها وبين تلفزيون سي بي اس. وهكذا يكون مدة عرض البرنامج خمسة وعشرين سنة.

## روابط خارجية
- برنامج أوبرا وينفري على موقع IMDb (الإنجليزية)
- برنامج أوبرا وينفري على موقع ميتاكريتيك (الإنجليزية)
- برنامج أوبرا وينفري على موقع الموسوعة البريطانية (الإنجليزية)
- برنامج أوبرا وينفري على موقع كينوبويسك (الروسية)
- برنامج أوبرا وينفري على موقع قاعدة بيانات الفيلم (الإنجليزية)